# Corticaria serrata
Corticaria serrata is een keversoort uit de familie schimmelkevers (Latridiidae). De wetenschappelijke naam van de soort werd in 1798 gepubliceerd door Gustaf von Paykull.